# Marcelo Muñoz Álvarez
Luis Marcelo Muñoz Álvarez, conocido como Marcelo Muñoz (Jaraíz de la Vera, 20 de octubre de 1934), es un economista, empresario y escritor español, reconocido por su experiencia en relaciones comerciales entre España y China.

## Trayectoria
Estudió Economía y Filosofía en la Universidad Complutense de Madrid entre 1964 y 1969. Se especializó en economía global y civilizaciones. Desde 1970 desarrolló actividades de emprendimiento y relaciones comerciales internacionales liderando proyectos empresariales. De 1978 a 2012 fue presidente de Grupo Gexter Internacional dedicado a promover las relaciones e intercambios comerciales a escala internacional con países de todo el mundo. En 1978 fundó Incoteco, empresa española pionera en relaciones comerciales entre España y China. Dado el alejamiento, territorial y político de ambos países por la trayectoria de España hasta 1975 con Franco y la política comunista de China, la empresa Incoteco presidida por Marcelo aprovechó los cambios políticos que se produjeron en ambos países, la llegada de la democracia en España y el aperturismo a occidente propulsado por Deng Xiaoping. Incoteco facilitó que se retomaran las relaciones comerciales entre ambos países,  a España y sobre todo cuando llega al poder el partido socialista. Una empresa de consultoría comercial con oficinas en China desde 1979, con expansión posterior a otras ciudades Pekín, Hong Kong, Tianjin, Suzhou, y otras ciudades de otros países como Sao Paulo. La relación comercial de España con China tiene avances significativos durante la presidencia de Hu Jintao, que visitó España en 2005 y se estableció la asociación estratégica entre España y China.
Incoteco, que operaba en la República Popular de China con delegación en Pekín desde 1978, dirigida por Muñoz promovió visitas oficiales para abrir la relación de China con España, así como la introducción de empresas españolas en el mercado chino. A partir de los años 1980 el gobierno español realiza visitas oficiales para potenciar el comercio con China, destacar la realizada en 1985 por Felipe González y Francisco Fernández Ordóñez a la China presidida por Deng Xiaoping. Entre las actividades comerciales de Muñoz, destacar las emprendidas durante veinte años con Jiang Yuenian, presidente, entre otras compañías, de la consultora empresarial Suzhou Jirui. Además Jiang Yuenian es uno de los protagonistas en dos de los libros de Muñoz, «El enigma chino» y «China 2050».
Muñoz colaboró con cámaras de comercio españolas y agencias de comercio exterior de comunidades autónomas, con el ICEX España Exportación e Inversiones y otras instituciones. En 1999 dirigió el Pabellón de España en la Expo Internacional de Kunming. Desde el año 2000 al 2004 implantó y co-presidió con Agencia Española de Cooperación Internacional (AECI) el Instituto de Tecnología Agrícola de Tianjin. Las estancias y viajes de Muñoz a China sobrepasan el centenar, además ha residido en China durante temporadas, para colaborar en negociaciones comerciales, seminarios técnicos, asesorar a empresas e instituciones españolas. Como experto conocedor de China Muñoz ha participado en foros y conferencias sobre la cultura, historia y economía de China.
Además de sus actividades empresariales, Muñoz escribe artículos, publicaciones y libros sobre China, conocedor desde 1978 de la economía, cultura e idiosincrasia chinas por su larga trayectoria de relaciones con personalidades e instituciones chinas. Conferenciante como empresario politólogo desde su formación filosófica y de economista, participa en conferencias sobre China. Fundó la Asociación sin ánimo de lucro, Cátedra China dedicada a promover el debate y conocimiento sobre China. Fue el presidente fundador de Cátedra China, actualmente es Presidente Honorario y la presidencia la asume la arquitecta María Rosa Cervera Sardá.

### Empresario
Muñoz recibió en 2019 un homenaje en el Ateneo de Madrid en reconocimiento a su dedicación durante cuarenta años a facilitar las relaciones comerciales entre China y España, con la presencia del entonces embajador chino en España, Lyu Fan, los ex embajadores de España en China Eugenio Bregolat y Juan Leña, el presidente regional de Extremadura, Guillermo Fernández Vara, o los expertos en China, Víctor Cortizo y Enrique Fanjul.
Muñoz es un experto en cultura de China, cofundador de Cátedra China e impulsor de la sección Claves de China en Mundiario para dar a conocer el papel de la civilización de China en el mundo durante toda su historia. En septiembre de 2020 comenzó la colaboración con la sección de Claves de China con la publicación de artículos sobre China. A partir de febrero de 2021 Mundiario se convirtió en el primer periódico, en España, con una sección diaria sobre China. La sección Caves de China en Mundiario está dirigida por el periodista José Luis Martín Palacín.

### Escritor
Muñoz escribe artículos publicados en revistas o periódicos como Mundiario o infolibre o Atrio sobre actualidad política, economía y China, como el artículo publicado sobre el acuerdo comercial Asociación Económica Integral Regional (RCPE), que engloba más del 30 % del PIB mundial, lo que supone el mayor mercado común del mundo por los países que lo han firmado.
Muñoz es autor de libros como «El enigma chino», «China 2050» o «La China del Siglo XXI» en los que recoge sus experiencias vividas en China durante cuarenta años. El enigma Chino es una inmersión en el corazón de China, en el que Muñoz describe su primer viaje a Cantón (China) en 1978 con la perspectiva de veinticinco años, para entender los cambios que la ciudad y el país han realizado. Muñoz escribe sobre la mutación que ha realizado China, desde los diálogos que mantiene con los chinos, sobre todo el que ha sido su socio durante veinte años, Jiang Yuenian. Cuenta las confusiones culturales provocadas por las diferentes costumbres entre el mundo occidental y el mundo asiático, curiosidades, coloquios con amigos chinos, experiencias vividas en sus más de cien viajes a China.
El libro La China del Siglo XXI fue utilizado como referencia por José Luis Rodríguez Zapatero durante su participación en el foro organizado por China Daily en marzo de 2021, Foro China-Europa sobre Reforma y Globalización, cuya intervención es recogida en el artículo de título, Global China for a shared future of certainties and hope, publicado por el China Daily Global en la edición del 29 de marzo para Asia.

## Reconocimientos
- 2019 Homenaje en el Ateneo de Madrid por sus cuarenta años de trabajo facilitando el acercamiento de China y España, con la presencia del presidente de la Junta de Extremadura y embajador de China.[24][25]
- 2020 Presidente Honorario de Cátedra China.[26][27]
- 2024 Embajador de Amistad con el Pueblo Chino.[28]

## Obras seleccionadas

### Libros
- 2007 El enigma chino ISBN 13: 9788496892095[29]
- 2011 China 2050, los grandes desafíos del gigante asiático. ISBN: 9788489624788.[30][31]
- 2019 La China del Siglo XXI. UDIMA. ISBN 9788445437780.[32][33]
- 2022 China ha vuelto para quedarse, editorial: Asociación Cátedra China. ISBN 978-84-125949-0-4[34]

### Artículos
- 2020 China y Occidente: dos mundos,[35] sobre la conferencia «China y Occidente, rivalidad o cooperación» organizada por el Instituto Schiller y Cátedra China, con la participación entre otros de Ángel Álvarez Rodríguez y Yao Fei, Ministro consejero de la embajada China en España.[36]
- 2020 China irrumpe en la comunidad internacional.[37]